# Aceituna Aloreña de Málaga

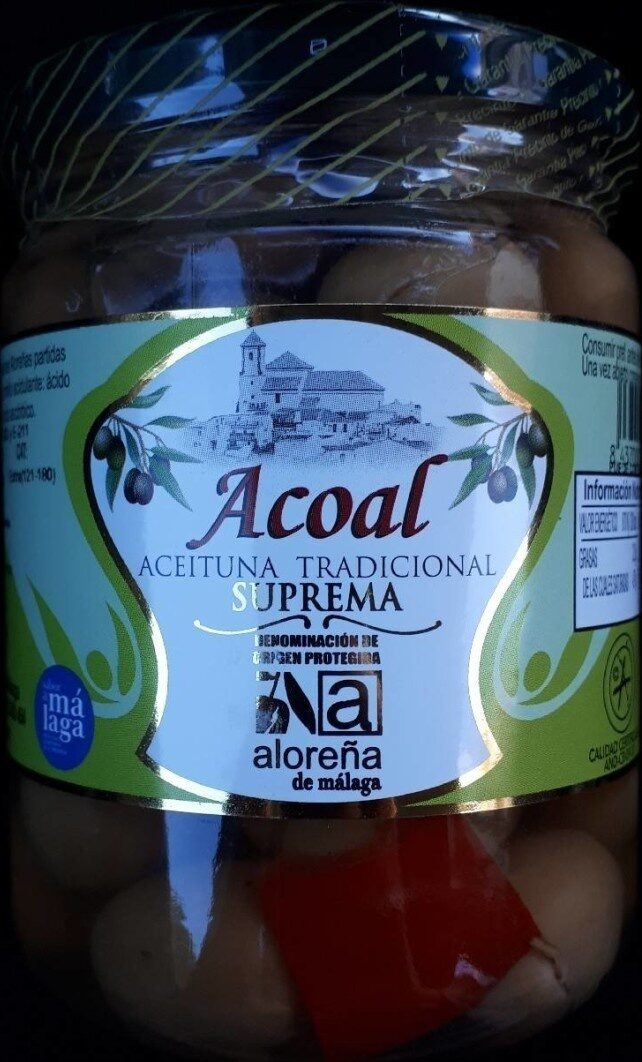
Olivenglas der Marke Acoal mit der geschützten Ursprungsbezeichnung

Die Aceituna Aloreña de Málaga (spanisch für Aloreña-Olive aus Málaga) ist die Bezeichnung für grüne Tafeloliven der Sorte Aloreña des Olivenbaumes aus dem Südosten der andalusischen Provinz Málaga. Bei Einhaltung gesetzlich definierter Qualitätsstandards trägt das Produkt mit der geschützten Ursprungsbezeichnung (kurz g.U.; spanisch Denominación de Origen Protegida, kurz D.O.P.) die höchste Stufe europäischer Herkunftsbezeichnungen.
Tafeloliven mit dieser geschützten Ursprungsbezeichnung stammen ausschließlich aus den 19 Gemeinden Alhaurín de la Torre, Alhaurín el Grande, Almogía, Álora, Alozaina, Ardales, El Burgo, Carratraca, Cártama, Casarabonela, Coín, Guaro, Málaga, Monda, Pizarra, Ronda, Tolox, Valle de Abdalajís und Yunquera. Die Aufsicht der Einhaltung der Qualitätsstandards obliegt dem Consejo Regulador de la DOP “Aceituna Aloreña de Málaga” (spanisch für Regulierungsrat der g.U. „Aloreña-Olive aus Málaga“).
Die Tafeloliven zeichnen sich dadurch aus, dass sie ausschließlich durch natürliche Fermentation in Salzlake entbittert wurden ohne die Zugabe von Ätznatron. Der Verzicht darauf ist möglich dank des niedrigen Anteils von Oleuroprein in der Roholive. Die in Salzlake eingelegten Tafeloliven sind gewürzt mit Thymian, Fenchel, Knoblauch und Pfeffer.

## Produktvarianten
Es werden drei Herstellungsvarianten mit abweichenden Eigenschaften unterschieden. Die Variante verde fresca (spanisch für frische Grüne) wird für mindestens 3 Tage fermentiert und ist entsprechend bitter, adstringierend und einen Juckreiz im Hals auslösend mit Noten von grünem Gras und weist dabei eine hellgrüne Farbe auf. Sie ist von fester Konsistenz. Die Variante tradicional (spanisch für traditionell) wird für mindestens 20 Tage fermentiert, ist grün bis strohgelb und weniger bitter, weniger adstringierend und weniger einen Juckreiz im Hals auslösend. Dabei ist sie von etwas weicherer Konsistenz. Die Variante curada (spanisch für gepökelt) wird für mindestens 90 Tage fermentiert und weist einen säuerlich-würzigen Geschmack auf bei gelbbrauner Färbung und weniger festen Konsistenz.

## Kategorien
Anhand des Kalibers (bzw. Fruchtgröße) wird unterschieden zwischen der Kategorie suprema (140–200) und superior (140–260).